# Paul Erdman
Paul Emil Erdman (Ontario, Canadá, 19 de mayo de 1932 - 23 de abril de 2007) fue un escritor estadounidense.
Erdman se graduó en la Edmund A. Walsh School of Foreign Service en la Universidad de Georgetown y tiene un doctorado de la Universidad de Basilea en Suiza. Residió en Inglaterra y desde 1973 en el norte de California. Actualmente vive en Healdsburg, California.
La temática de sus obras se centra en tramas relacionadas con las finanzas internacionales, grandes corporaciones y petroleras.
Su novela "The Billion Dollar Sure Thing" de 1973 recibió el premio "Edgar Award" de las Asociación de Escritores de Misterio, en 1974, en la categoría Mejor Primera Novela. Su siguiente novela, "Gigantes de plata", publicada en 1974 fue llevada al cine en 1978 con el papel protagonista a cargo de Michael Caine.
Erdman también escribe artículos sobre finanzas en MarketWatch.com . Es un experto en el campo de la economía internacional y escribió libros de no-ficción como "Tug of War". En Suiza fue acusado y encarcelado por estafa y tiene prohibido el acceso a ese país.

## Principales libros
- 1973 - The Billion Dollar Sure Thing
- 1974 - Gigantes de plata ("The Silver Bears")
- 1976 - Colapso ("The Crash Of '79")
- 1982 - The Last Days Of America
- 1986 - The Panic Of '89
- 1987 - El palacio ("The Palace")
- 1992 - The Swiss Account
- 1993 - Zero Coupon
- 1997 - The Set-up